# Idles/Diskografie
Diese Diskografie ist eine Übersicht über die musikalischen Werke der englischen Post-Punk-Band Idles. Ihre erfolgreichste Veröffentlichung ist das Studioalbum Joy as an Act of Resistance mit über 100.000 verkauften Einheiten.

## Alben

### Studioalben
| Jahr | Titel Musiklabel                     | Höchstplatzierung, Gesamtwochen, AuszeichnungChartplatzierungen (Jahr, Titel, Musiklabel, Platzierungen, Wochen, Auszeichnungen, Anmerkungen) | Höchstplatzierung, Gesamtwochen, AuszeichnungChartplatzierungen (Jahr, Titel, Musiklabel, Platzierungen, Wochen, Auszeichnungen, Anmerkungen) | Höchstplatzierung, Gesamtwochen, AuszeichnungChartplatzierungen (Jahr, Titel, Musiklabel, Platzierungen, Wochen, Auszeichnungen, Anmerkungen) | Höchstplatzierung, Gesamtwochen, AuszeichnungChartplatzierungen (Jahr, Titel, Musiklabel, Platzierungen, Wochen, Auszeichnungen, Anmerkungen) | Höchstplatzierung, Gesamtwochen, AuszeichnungChartplatzierungen (Jahr, Titel, Musiklabel, Platzierungen, Wochen, Auszeichnungen, Anmerkungen) | Anmerkungen                                                                                      |
| Jahr | Titel Musiklabel                     | DE | AT | CH | UK | US | Anmerkungen                                                                                      |
| ---- | ------------------------------------ | --- | --- | --- | --- | --- | ------------------------------------------------------------------------------------------------ |
| 2017 | Brutalism Balley                     | — | — | — | UK65 a Silber · (1 Wo.)UK | — | Erstveröffentlichung: 10. März 2017; Verkäufe: + 60.000 Wiederveröffentlichung: 9. Dezember 2022 |
| 2018 | Joy as an Act of Resistance Partisan | DE49 (1 Wo.)DE | — | CH49 (1 Wo.)CH | UK5 Gold · (9 Wo.)UK | — | Erstveröffentlichung: 31. August 2018 Verkäufe: + 100.000                                        |
| 2020 | Ultra Mono Partisan                  | DE14 (3 Wo.)DE | AT35 (1 Wo.)AT | CH21 (1 Wo.)CH | UK1 Silber · (3 Wo.)UK | — | Erstveröffentlichung: 25. September 2020 Verkäufe: + 60.000                                      |
| 2021 | Crawler Partisan                     | DE15 (2 Wo.)DE | AT32 (1 Wo.)AT | CH65 (1 Wo.)CH | UK6 (3 Wo.)UK | — | Erstveröffentlichung: 12. November 2021                                                          |
| 2024 | Tangk Partisan                       | DE2 (3 Wo.)DE | AT8 (2 Wo.)AT | CH8 (2 Wo.)CH | UK1 (2 Wo.)UK | US132 (1 Wo.)US | Erstveröffentlichung: 16. Februar 2024                                                           |

### Livealben
| Jahr | Titel Musiklabel                                      | Höchstplatzierung, Gesamtwochen, AuszeichnungChartplatzierungen (Jahr, Titel, Musiklabel, Platzierungen, Wochen, Auszeichnungen, Anmerkungen) | Höchstplatzierung, Gesamtwochen, AuszeichnungChartplatzierungen (Jahr, Titel, Musiklabel, Platzierungen, Wochen, Auszeichnungen, Anmerkungen) | Höchstplatzierung, Gesamtwochen, AuszeichnungChartplatzierungen (Jahr, Titel, Musiklabel, Platzierungen, Wochen, Auszeichnungen, Anmerkungen) | Höchstplatzierung, Gesamtwochen, AuszeichnungChartplatzierungen (Jahr, Titel, Musiklabel, Platzierungen, Wochen, Auszeichnungen, Anmerkungen) | Anmerkungen                            |
| Jahr | Titel Musiklabel                                      | DE | AT | CH | UK | Anmerkungen                            |
| ---- | ----------------------------------------------------- | --- | --- | --- | --- | -------------------------------------- |
| 2019 | A Beautiful Thing: Idles Live at Le Bataclan Partisan | — | — | — | UK59 (1 Wo.)UK | Erstveröffentlichung: 6. Dezember 2019 |
| 2020 | Idles Live: Ramsgate Music Hall Partisan              | — | — | — | — | Erstveröffentlichung: 24. April 2020   |

### EPs
| Jahr | Titel Musiklabel           | Anmerkungen                            |
| ---- | -------------------------- | -------------------------------------- |
| 2012 | Welcome Fear of Fiction    | Erstveröffentlichung: 6. August 2012   |
| 2015 | Meat Balley Records        | Erstveröffentlichung: 30. Oktober 2015 |
| 2019 | Meat / Meta Balley Records | Erstveröffentlichung: 13. April 2019   |

## Singles
- 2012: Meydei (Task & Bear Remixes)
- 2016: Divide and Conquer
- 2017: Stendhal Syndrome
- 2017: Mother
- 2017: Well Done
- 2018: Colossus
- 2018: Danny Nedelko / Blood Brother b
- 2018: Samaritans
- 2018: Great
- 2019: Mercedes Marxist
- 2019: I Dream Guillotine
- 2020: Wish
- 2020: Mr. Motivator
- 2020: Grounds
- 2020: A Hymn
- 2020: Model Village
- 2021: Peace Signs
- 2021: Damaged Goods
- 2021: The Beachland Ballroom
- 2021: Car Crash
- 2023: Dancer
- 2023: Grace
- 2024: Gift Horse
- 2025: Rabbit Run

## Musikvideos
- 2015: Romantic Gestures
- 2015: Chant
- 2016: Divide & Conquer
- 2017: Stendhal Syndrome
- 2017: Mother
- 2018: Colossus
- 2018: Danny Nedelko
- 2018: Samaritans
- 2018: Great
- 2019: Never Fight a Man with a Perm
- 2019: Mercedes Marxist
- 2020: Mr. Motivator
- 2020: Grounds
- 2020: A Hymn
- 2020: Model Village
- 2020: War
- 2020: Kill Them with Kindness
- 2021: Reigns
- 2021: Carcinogenic
- 2021: The Beachland Ballroom
- 2021: Car Crash
- 2022: Crawl!
- 2023: Dancer
- 2024: Gift Horse
- 2024: Grace
- 2024: Pop Pop Pop
- 2025: Rabbit Run

## Sonderveröffentlichungen
| Jahr | Titel                                    | Album                                                                                      |
| ---- | ---------------------------------------- | ------------------------------------------------------------------------------------------ |
| 2020 | None of Us Are Getting Out of This Alive | None of Us Are Getting Out of This Alive The Streets feat. Idles                           |
| 2021 | Damaged Goods                            | The Problem of Leisure: A Celebration of Andy Gill and Gang of Four Original: Gang of Four |
| 2021 | The God That Failed                      | The Metallica Blacklist Original: Metallica                                                |
| 2023 | Grounds                                  | WWE 2K23                                                                                   |
| 2024 | New Noise                                | The Shape of Punk to Come Obliterated Original: Refused                                    |
| 2025 | Rabbit Tun                               | Caught Stealing OST                                                                        |

## Statistik

### Chartauswertung
|                     | DE    | AT    | CH    | UK    | US    |
| ------------------- | ----- | ----- | ----- | ----- | ----- |
| Nummer-eins-Alben   | DE—DE | AT—AT | CH—CH | UK2UK | US—US |
| Top-10-Alben        | DE1DE | AT1AT | CH1CH | UK4UK | US—US |
| Alben in den Charts | DE4DE | AT3AT | CH4CH | UK5UK | US1US |

### Auszeichnungen für Musikverkäufe
Anmerkung: Auszeichnungen in Ländern aus den Charttabellen bzw. Chartboxen sind in ebendiesen zu finden.
| Land/RegionAuszeichnungen für Musikverkäufe (Land/Region, Auszeichnungen, Verkäufe, Quellen) | Silber     | Gold  | Platin | Verkäufe | Quellen   |
| -------------------------------------------------------------------------------------------- | ---------- | ----- | ------ | -------- | --------- |
| Vereinigtes Königreich (BPI)                                                                 | 2× Silber2 | Gold1 | —      | 220.000  | bpi.co.uk |
| Insgesamt                                                                                    | 2× Silber2 | Gold1 | —      |          |           |